# Гана Горакова
Гана Горакова ([ˈꞪana ˈɦoraːkovaː ˈmaxovaː]; 11 вересня 1979, Брунталь (Чехія)) — баскетболістка з Чехії, яка виступає за БК.

## Біографія
Гана Горакова народилась 11 вересня 1979 року в Брунталі. Баскетбольна кар'єра почалася у віці 18 років. У 1992 році увійшла до складу чеської жіночої баскетбольної команди на літніх Олімпійських іграх, де зайняла шосту позицію. У 1997 році була обранана драфті клубом імба «Клівленд Рокерс», де провеланаступні п'ять сезонів. У 1997 році була включена в першу збірну всіх зірок WNBA (НБА).

## Досягнення
Протягом сезону ЖНБА 2000 року встановила рекорд по асоціації, один раз в рядку 66 штрафних. Гана (зріст 1м 79 см, вага — 71 кг) була членом національної збірної, яка виграла титул Європи в 2005 році, перемігши Росію у фіналі. Вона також брала участь у змаганнях за рідну країну на літніх Олімпійських іграх 2004 року в Афінах, Греція, літніх Олімпійських іграх 2008 року в Пекіні та літніх Олімпійських іграх 2012 року в Лондоні, фінішувавши на п'ятому місці в 2004 році та на сьомому місці на інших двох Олімпійських іграх. У 2005 році в складі збірної Чехії завоював золоту медаль на чемпіонаті Європи. Горакова виграла Євролігу у жінок 2005-06 з Гамбринусом Брно та зіграла з показниками 12 ppg, 4,5 rpg та 3 apg у EuroLeague Women 2009–10. Вона також виграла турецьку баскетбольну лігу серед жінок у 2011 році з « Фенербахче» у Стамбул .
У 2010 році Гана привела Чехію до несподіваного фінішу на 2-му місці Чемпіонату світу для жінок FIBA і була названа турніром MVP.